# Escudo de Rionansa
El escudo de Rionansa es el símbolo del municipio español de Rionansa en Cantabria, ya que carece de bandera oficial. Dicho escudo queda organizado de la manera siguiente: de sinople, un puente de plata de un solo ojo, surmontado de un mazo y un pico de oro cruzados y sostenidos de ondas de plata y azur. Va timbrado con la corona real española.
El escudo fue adoptado por el ayuntamiento siendo autorizado por el Consejo de Gobierno de Cantabria el día 7 de noviembre de 1986, previo informe favorable emitido por la Real Academia de la Historia.